# EA Sports MMA
EA Sports MMA est un jeu vidéo d'arts martiaux mixtes (MMA) développé par EA Tiburon (créateurs des séries Madden NFL et Tiger Woods PGA Tour)  et édité par Electronic Arts. Il est sorti en octobre 2010 aux États-Unis et en Europe sur PlayStation 3 et Xbox 360.
Le jeu à fermé tous ses serveurs le 13 avril 2012.